# J. E. Neale

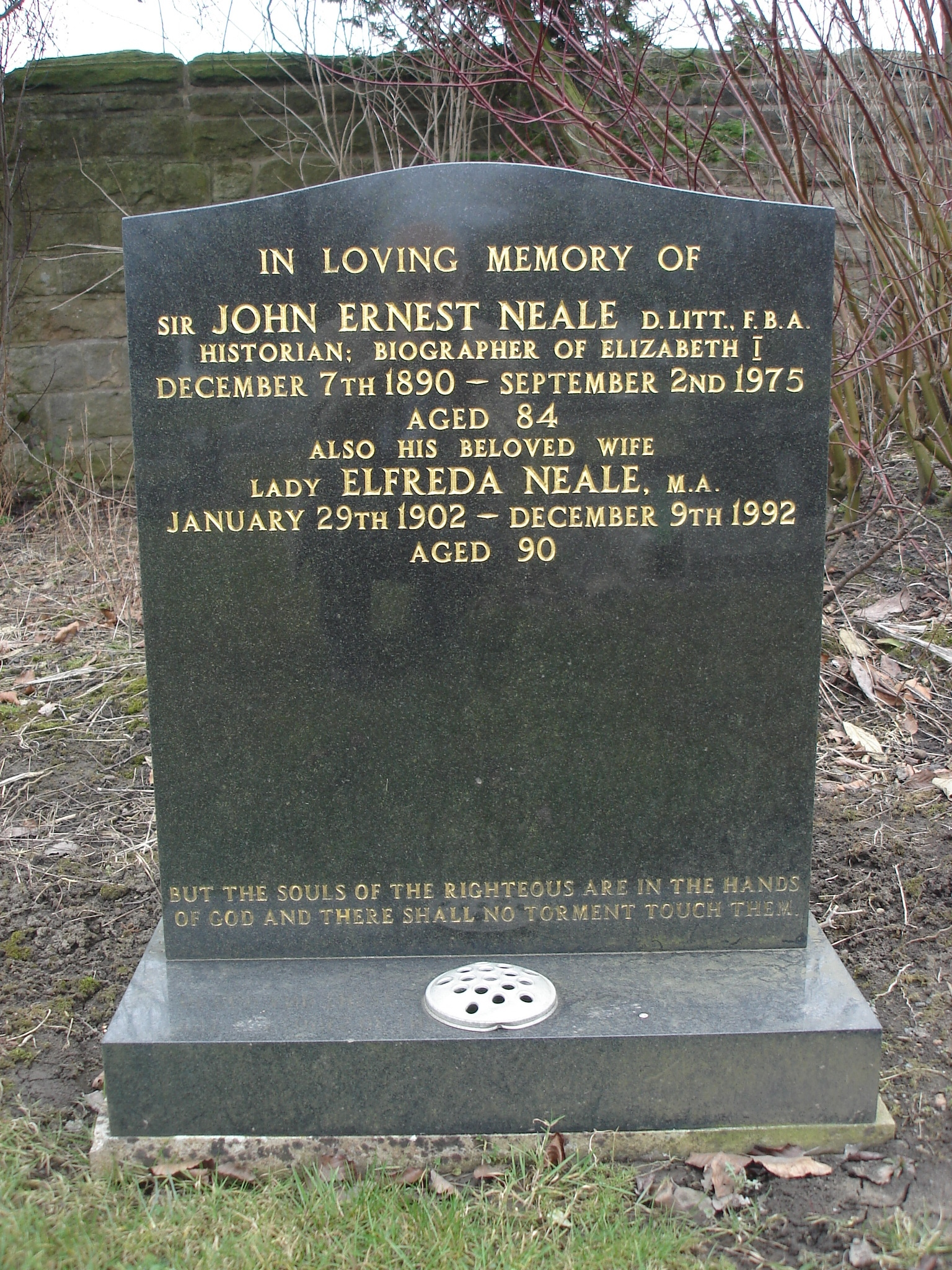
Grab von Sir John Neale, Friedhof von Harrogate

Sir John Ernest Neale FBA (* 7. Dezember 1890 in Liverpool; † 2. September 1975) war ein englischer Historiker, der sich auf elisabethanische und parlamentarische Geschichte spezialisiert hatte. Von 1927 bis 1956 war er der Astor-Professor für englische Geschichte am University College London.

## Leben und Karriere
Neale wurde vom Historiker A. F. Pollard ausgebildet. Seine erste berufliche Berufung war der Lehrstuhl für Moderne Geschichte an der Universität Manchester, und er sollte dann 1927 seinem alten Mentor A. F. Pollard als Astor-Professor für Englische Geschichte am University College London nachfolgen. Dieses Amt sollte er bis 1956 innehaben. Im Jahr 1955 wurde Neale zum Ritter geschlagen, und am 17. November 1958 hielt er in Washington, D.C. eine Vorlesung zum Gedenken an Elisabeth I., die vierhundert Jahre zuvor den englischen Thron bestieg. Ab 1956 lehrte Neale als emeritierter Professor am University College London.
Er starb 1975 und wurde auf dem Friedhof von Harrogate begraben und war mit Elfreda Skelton of Harrogate verheiratet, mit welcher er eine gemeinsame Tochter, Stella, hatte.

## Positionen
Neale war der führende elisabethanische Historiker seiner Generation. Nach Auffassung seines Kommilitonen und Neales eigenen Doktoranden, Patrick Collinson, muss Neales Biographie von Elisabeth I. „noch verbessert werden“.
Seine akribischen Forschungen deckten die politische Macht des Adels im Elizabethan House of Commons (1949) auf, während seine Raleigh-Vorlesung von 1948 über "Die elisabethanische politische Landschaft" das Wissen über die Politik der Herrschaft stark erweiterte. Die beiden Bände über Elizabeth I and her Parliaments (veröffentlicht 1953 und 1957) untersuchten die Beziehung zwischen der Königin und den Parlamenten. Diese wurden von Sir Geoffrey Elton kritisiert, der argumentierte, dass die Hauptbeschäftigung dieser Parlamente die Bildung von Gesetzen und die Verabschiedung von Akten sei, nicht der Konflikt zwischen Krone und Parlament.
Neales Behauptung, diese Parlamente seien ein Meilenstein in der Entwicklung des Britischen Parlaments, wurde von Mediävisten wie J. S. Roskell kritisiert. Allerdings stellte Patrick Collinson fest, dass die Konflikte, über die Neale schrieb, tatsächlich stattgefunden haben und dass Neales Nacherzählung ein bedeutendes Kapitel der englischen Geschichte darstellt.
Neale ist bekannt für seine Dissertation über den elisabethanischen puritanischen Chor, in der er behauptete, dass es einer Gruppe puritanischer Abgeordneter gelungen sei, Elisabeth während ihrer gesamten Regierungszeit, auch zu Beginn, in zahlreichen politischen Fragen zu beeinflussen. Neale wird auch für seine Arbeit anerkannt, in der er neue Quellen über das England der Tudorepoche ans Licht brachte und verschiedene Methoden zum Studium dieser Periode entwickelte.

## Mitgliedschaften
- Kurator des London Museums
- Mitglied des Editorial Board der Zeitschrift History of Parliament
- Mitglied der British Academy
- Ehrenmitglied der American Academy of Arts and Sciences

## Wissenschaftliche Arbeiten
- Queen Elizabeth (1934)
- The Elizabethan Political Scene (1948)
- The Elizabethan House of Commons (1949)
- Elizabeth I and her Parliaments (1953 and 1957)
- Essays in Elizabethan History (1958)
- The Age of Catherine de Medici (1963)